# ドンドコドン
『ドンドコドン』（DON DOKO DON）は、1989年に稼働したタイトーのアーケード用固定画面アクションゲームである。
後に家庭用ゲーム機などに移植された（#移植版）ほか、続編としてファミリーコンピュータ用ソフト『ドンドコドン2』（1992年）が発売されている。

## ゲーム内容
2方向レバーでの左右移動と2ボタン（アクションとジャンプ）で木こりの老人であるボブとジムを操作し、画面内の敵全てを倒すことが目的となっている。敵はハンマーで殴り気絶させた後、それを担いで投げ、壁または別の敵に当てることによって、倒すことができる。固定画面のステージに配置された床ブロック上を移動し、画面内に配置された敵を全て倒すとステージクリア。全50ステージをクリアすると終了する。ボス戦は全5回。裏ステージあり。

### アイテム
ステージ内で特定の動作によりステージによって決められた特定箇所にパワーアップアイテムが出現する。これらを獲得することによってさまざまな効果が発生する。効果はゲームを有利にするものが多い一方、中にはマイナスの効果をもたらすものもある。

### ミスの条件
プレイヤーは以下の条件でミスとなり、残り人数が1人減る。
- 敵に当たる
- 敵の攻撃を受ける（レーザー攻撃など）
- ウォームに食べられる

### その他
- このゲームはタイトー熊谷研究所の作品であり、それを示すために（恒例となっている）熊が表示されるフィーチャーがある。このゲームではデモプレイ中にアクションボタンを3回押すことによって表示される。
- 表の10面の左下付近でハンマーを振って雑魚を叩き続けるだけで、永久パターンになってしまう。

## 移植版
| No. | タイトル                | 発売日                                              | 対応機種                      | 開発元               | 発売元                       | メディア                              | 型式                      | 備考                                       |
| --- | ----------------------- | --------------------------------------------------- | ----------------------------- | -------------------- | ---------------------------- | ------------------------------------- | ------------------------- | ------------------------------------------ |
| 1   | ドンドコドン            | 1990年3月9日                                        | ファミリーコンピュータ        | アイ・ティー・エル   | タイトー                     | 3メガビットロムカセット               | TFC-DD-5900               | -                                          |
| 2   | ドンドコドン            | 1990年5月31日                                       | PCエンジン                    | アイ・ティー・エル   | タイトー                     | 3メガビットHuCARD                     | TP02010                   | -                                          |
| 3   | タイトーメモリーズ 上巻 | 2005年7月28日                                       | PlayStation 2                 | Mine Loader Software | タイトー                     | DVD-ROM                               | SLPM-66057                | アーケード版の移植                         |
| 4   | Taito Legends 2         | 2006年3月31日 PS2: 2007年5月16日 Win: 2007年7月28日 | PlayStation 2 Xbox Windows    | タイトー             | Empire Interactive Destineer | DVD-ROM                               | PS2 SLES-53852 SLUS-21349 | アーケード版の移植 ※Xbox版は欧州のみの発売 |
| 5   | ドンドコドン            | 2022年3月2日                                        | イーグレットツー ミニ         | 瑞起 ※本体の開発元   | タイトー                     | プリインストール                      | -                         | アーケード版の移植                         |
| 6   | ドンドコドン            | 2023年2月24日                                       | PlayStation 4 Nintendo Switch | タイトー             | ハムスター                   | ダウンロード (アーケードアーカイブス) | -                         | アーケード版の移植                         |

## スタッフ
アーケード版
- プロデューサー：河上聖治、松本俊明、酒匂弘幸
- ソフトウェア：石田一朋、木下昌也
- キャラクター：河上聖治、石川幸生、阿部幸雄、いしのみのり、沼田和博、五十嵐恒三、しのだてつや、V.A.P
- サウンド：ZUNTATA（高木正彦、山田靖子）
- ハードウェア：藤本克二郎、WHO MANCHU
- デザイン：永井寛保、V.A.P
- スペシャル・サンクス：緒方正樹、熊谷研究所

## 評価
ファミリーコンピュータ版
ゲーム誌『ファミコン通信』のクロスレビューでは合計23点（満40点）、ゲーム誌『ファミリーコンピュータMagazine』の読者投票による「ゲーム通信簿」での評価は以下の通り19.77点（満30点）となっている。
| 項目 | キャラクタ | 音楽 | 操作性 | 熱中度 | お買得度 | オリジナリティ | 総合  |
| 得点 | 3.81       | 3.09 | 3.33   | 3.26   | 3.09     | 3.19           | 19.77 |

PCエンジン版
ゲーム誌『ファミコン通信』のクロスレビューでは合計25点（満40点）、『月刊PCエンジン』では80・80・80・80・70の平均78点、『マル勝PCエンジン』では7・7・7・6の合計27点（満40点）となっている。

## 続編
- ドンドコドン2（ファミリーコンピュータ版） - 開発はナツメが行っている。